# اوی (کمون)
اوی (به فرانسوی: Ohis) یک کمون در فرانسه است که در ان (ا-دو-فرانس) واقع شده‌است. اوی ۶٫۴۸ کیلومتر مربع مساحت دارد و ۲۲۰ متر بالاتر از سطح دریا واقع شده‌است.